# Can Parera (Castellolí)
Can Parera és una masia de Castellolí (Anoia) inclosa a l'Inventari del Patrimoni Arquitectònic de Catalunya.

## Descripció
És de planta rectangular i coberta a 4 vessants, amb teula àrab. L'obra principal és de maçoneria i tots els volts de finestres i portals estan construïts amb totxos. Per els portals i algunes finestres s'utilitza l'arc rebaixat. S'hi ha afegit un terrat amb balustrada al cos lateral.

## Història
Està situat dintre el territori patrimonial dels Parera. És la més nova de les masies d'aquest nom.